# Empresa Municipal de Transportes de Valencia
La Empresa Municipal de Transportes de Valencia (también conocida como EMT Valencia) es una entidad que da servicio de transporte público de superficie mediante autobuses en la ciudad de Valencia (España) y a las poblaciones de Alboraya, Alfara del Patriarca, Burjasot, Moncada, Tabernes Blanques, Sueca, Sedaví y Vinalesa. Pertenece en su totalidad al Ayuntamiento de Valencia y se rige por un Consejo de Administración, nombrado por la Junta General de Accionistas, compuesta a su vez por todos los concejales que representan a las distintas formaciones políticas que forman el Consistorio Municipal.
Fue creada en 1986, después de que el Ayuntamiento de Valencia adquiriera la totalidad de las acciones de la empresa SALTUV, que pasó a denominarse Empresa Municipal de Transportes, al mismo tiempo comenzaba la dirección de la empresa.

## Historia
La EMT ha sufrido una evolución histórica desde que se inauguró como empresa de tranvías y hasta hoy en día como empresa de transportes urbanos de la ciudad de Valencia.

### SigloXIX
El 27 de septiembre de 1875 el Ayuntamiento de Valencia aprobó el proyecto presentado por la Sociedad Catalana General de Crédito para la implantación del tranvía en Valencia. Se construyeron dos líneas: la de Valencia al Grao, con principio y fin en la Plaza de San Francisco, actual plaza del Ayuntamiento, y la del Interior Primitivo, que enlazaba el Puente del Real con la Plaza de las Barcas. El 23 de junio de 1876, el tranvía de tracción animal, a 25 céntimos el billete, unía definitivamente la ciudad con su puerto.
El 16 de enero de 1885, se fundó la Sociedad Valenciana de Tranvías, conocida como La Valenciana. La sociedad obtuvo la concesión de dos nuevas líneas: la de Circunvalación y la Diagonal. En 1886, La Valenciana adquirió las líneas explotadas hasta entonces por la Sociedad Catalana General de Crédito, mientras nuevas concesiones se sumaron a las ya existentes: Circunvalación del Pueblo Nuevo del Mar y de la Estación del Grao a los Baños de la Florida y la Perla. En 1888, entró en funcionamiento el tranvía a vapor Valencia-Liria.  En 1889, la sociedad Pascual Carles y Cía inauguró la línea de Godella y en 1890, obtuvo la concesión de la de Catarroja.
El 17 de febrero de 1891, se constituyó la Compañía de Tranvías del Norte de Valencia, que construyó una línea que unía la capital con Puebla de Farnals. El 11 de julio saltó a la palestra la Compañía General de Tranvías, llamada popularmente La General. Sus primeras explotaciones fueron las líneas a hipotracción del Ensanche y del Interior y el tranvía a vapor de Valencia al Grao, bautizado popularmente como "Ravachol". También regentó los tranvías que comunicaban Valencia con Torrente, Tabernes Blanques, Masamagrell y Puebla de Farnals. En 1894, la compañía Lladró y Cía obtuvo la concesión de la línea del Cementerio, última línea de tracción animal, y Pascual Carles y Cía presentó su proyecto de tranvía desde San Agustín al Puente de Fusta.
En 1895, La Valenciana se declaró en suspensión de pagos. El 1 de julio de1896, hizo lo propio La General. Una nueva compañía, la lionesa Compagnie Génerale des Tramways de Valence (Espagne) Société Lyonnaise, adquirió las líneas de La General, comenzando su electrificación (1898). La Valenciana resistió un poco más, pero entre 1906 y 1911 transfirió sus concesiones a la compañía francesa.

### Compañía de Tranvías y Ferrocarriles de Valencia (CTFV)
El 3 de septiembre de 1917 la compañía francesa pasó a denominarse Compañía de Tranvías y Ferrocarriles de Valencia (CTFV) y que fijó su sede en la Estacioneta del Puente de Madera. La I Guerra Mundial dificultó enormemente los primeros años de vida de CTFV, a causa de la imposibilidad de renovar vehículos e importar materiales de repuesto. A pesar de todo, continuaron las tareas de electrificación, tanto en ferrocarriles como en tranvías.
Finalizada la contienda bélica, prosiguieron los avances y con la electrificación de la línea del Cementerio, concluida el 28 de febrero de 1925, desapareció definitivamente el hipotranvía. En 1926 se inauguraron las líneas de Grandes Vías de Turia y Germanías y entraron en servicio los tranvías de la serie 200. En 1927, el Ayuntamiento de Valencia concedió el establecimiento de un servicio de autobuses dentro del casco urbano a la Levantina de Autobuses S.L. Para paliar esta competencia, CTFV constituyó la Valenciana de Autobuses Sociedad Anónima (V.A.S.A.), que adquirió las líneas de autobuses que discurrían paralelas a las de los ferrocarriles.
El 6 de febrero de 1941 la CTFV suscribió un acuerdo con el ayuntamiento por el que se suprimía la duplicidad autobuses-tranvías o ferrocarriles para un mismo recorrido. Fue el primer intento de coordinar el transporte de la ciudad. Ese mismo año, se acometieron reformas en las líneas, llegaron los tranvías de la serie 400 y se transportaron más de 112 millones de viajeros.
En 1941 CTFV diseñó un plan, el Metropolitano de Valencia, para implantar un enlace subterráneo que uniese los ferrocarriles de la zona norte con los de Villanueva de Castellón y Nazaret, mediante un túnel que atravesaría el centro de Valencia. El proyecto fue rechazado por los técnicos municipales.
En 1950 la red del tranvía valenciano alcanza su plenitud, al disponer de 16 líneas urbanas y 5 interurbanas.

### Sociedad Anónima Laboral de Transportes Urbanos de Valencia (SALTUV)
El 22 de octubre de 1963 se celebró el acto de constitución de Sociedad Anónima Laboral de Transportes Urbanos de Valencia (SALTUV).
El 1 de julio de 1964, SALTUV se hizo cargo del transporte urbano de Valencia.

### Empresa Municipal de Transportes (EMT)
El 17 de enero de 1986, el Ayuntamiento adquiría la totalidad de las acciones de SALTUV, que pasaba a denominarse Empresa Municipal de Transportes (EMT), al tiempo que asumía la dirección plena de la empresa.
A lo largo de 1990 se pusieron en marcha diversas líneas de autobús. Entre ellas están las líneas 10, 14, 15, 29 y 36. También se creó la línea 91, como sustitución de la línea del Trenet mientras se convertía en el actual tranvía de la línea T4 de Metrovalencia.
El 7 de febrero de 1990 se crea una nueva línea de autobús, la línea 18 Malilla - Barcas.
En 1995 se pone en marcha una nueva línea en funcionamiento entre el barrio de San Isidro y el de Parreta. Esta nueva línea es denominada como línea 73 San Isidro - Parreta.
En 1999 se pone en marcha una línea que recorre el casco antiguo de la ciudad. En un principio esta línea era gratuita, pero con el tiempo pasa a tener la misma tarificación que el resto de la red. Esta línea se denominó como línea 5B Ciudad Vieja.
En el año 2000 se lleva a cabo entre los meses de septiembre y octubre la primera y segunda fase del Plan de Remodelación de Líneas que afectaba a las líneas 6, 8, 11, 15, 18, 30, 31, 32, 40, 41, 71 y N3.
En el año 2001 se ponen en marcha las líneas 23, 28, 35 y 95 dentro de la tercera fase del Plan de Remodelación de Líneas.
En 2004 la línea N1, se desdobla en 2 líneas con el fin de mejorar el servicio, pasando a ser las nuevas líneas la  línea N1A Pl. Ayuntamiento - Malvarrosa (actual línea N1) y línea N1B Pl. Ayuntamiento - Nazaret (actual línea N8).
El 4 de julio de 2009 se reestructuran todas sus líneas nocturnas y se crean cuatro nuevas. Es la mayor reestructuración de líneas nocturnas desde que se pusiesen en marcha en abril de 1985. Así pasan de nueve líneas nocturnas a doce.
El 29 de mayo de 2010 se amplía el recorrido de la línea 23, una de las especiales de verano, por Monteolivete y la Cruz Cubierta.
El 1 de septiembre de 2010 se amplía el recorrido de la línea 12, haciendo que llegue hasta la plaza de América, y regresando a su recorrido por el Puente de las Flores y el margen izquierdo de la Alameda; así, la línea 12 pasa a denominarse plaza de América - Ciutat del Artista Faller. El mismo día también modifica la línea 63, haciendo que pase a regular en la calle Xativa; cambia su denominación a, Nuevas Facultades - Estación del Norte.
El 22 de septiembre de 2010, con la retirada por completo de la serie más antigua y la incorporación de diez autobuses Scania y diez Mercedes Benz Citaro, toda la flota pasa a ser de piso bajo.
El 25 de noviembre de 2010 ante la inminente apertura del nuevo Hospital La Fe en el barrio de Malilla el 29 de noviembre, las líneas 8, 18 y 64 prologan su recorrido para dar servicio al centro hospitalario. El 18 de diciembre la línea 64 modifica su recorrido para atender a la estación del AVE Valencia Joaquín Sorolla.
El 1 de enero de 2011 la línea N7 amplía y modifica su recorrido para facilitar el acceso al Nuevo Hospital La Fe en el barrio de Malilla.
El 5 de septiembre de 2011 la línea 30 Nazaret - Universidades - H. Clínico deja de pasar por el Campus Universitario de Tarongers para girar por la avenida de Blasco Ibáñez para llegar de manera directa al Hospital Clínico. Por ello, también cambia su denominación a Nazaret - Hospital Clínico. El mismo día la línea 41 Pl. España - Universidades pasa a circular únicamente de lunes a viernes, siempre que estos sean laborables; y la línea 63 Nuevas Facultades - Estación del Norte suprime paradas intermedias en su recorrido y circula por el túnel de la avenida de Pío XII para llegar al Campus de Burjasot de manera más rápida.
El 3 de septiembre de 2012 la línea 29 Mislata - Universidades deja de prestar servicio al municipio de Mislata debido a que el Ayuntamiento de Valencia solicitaba una cantidad económica en compensación acorde a los servicios prestados. Al no haber acuerdo se suprime el paso de dicha línea por la localidad. Por ello, cambia su denominación a Avda. del Cid - Universidades. El 1 de octubre del mismo año, la línea 36 Vinalesa - Cases Bàrcena - Plaza del Ayuntamiento, dejó de existir por los mismos motivos, pero esta vez afectando a Vinalesa. En su lugar y para dar servicio a la pedanía de Casas de Bárcena, la línea 16 amplió su recorrido desde Tabernes Blanques pasando a ser la denominación de esta línea 16 Plaza del Ayuntamiento - Cases de Bàrcena.
El 5 de noviembre de 2012 se fusionan las líneas 17 Sant Pau - Pl. Ayuntamiento y 61 Pl. Ayuntamiento - Hospital Arnau de Vilanova, dando paso a la nueva línea 67 Pl. Ayuntamiento - Nou Campanar. Además la línea 81 anuló los servicios cortos mejorando notablemente su frecuencia de paso en el tramo Mercado Central-Hospital General, y se produjeron diversas modificaciones en algunas líneas: en la línea 7 Mislata - Fuente San Luís su recorrido se vio reducido a Mercado Central - Fuente de San Luís; la línea 31 Poeta Querol - Malvarrosa redujo el trayecto que realizaba por La Patacona finalizando en la calle Mar Tirreno; y la línea 62 Benimámet - Estación del Norte para poder enlazar con la nueva línea 67, pasó a regular en la plaza del Ayuntamiento.
El 10 de diciembre de 2012, tras dos meses de la supresión de los servicios prestados, la EMT vuelve a Vinalesa a través de la ampliación de la línea 16 que había sido prolongada hasta Casas de Bárcena. En este caso la línea 16 accede hasta la rotonda de entrada al pueblo de Vinalesa, pasando a denominarse Vinalesa - Pl. Ayuntamiento.
El 26 de enero de 2013 la línea 19 cambia su denominación pasando a denominarse Pl. Ayuntamiento - Marina Real - Malvarrosa.
El 20 de mayo de 2013 la línea 95 amplió su recorrido hasta el Hospital General.
El 1 de junio de 2013 la línea 20 modificó su recorrido desde Peris y Valero para acceder a la Ciudad de las Artes y las Ciencias a través de la Av. Profesor López Piñero, cambiando su denominación a Av. del Cid - Marina Real - Playas.
El 1 de julio de 2013 la línea 4 modifica su recorrido en la zona del puerto en ambos sentidos para dar servicio al interior de la Marina Real (Tinglados 4 y 5) pasando a denominarse a su vez Pl. Ayuntamiento - Puerto - Nazaret; se crea una nueva línea lanzadera entre la Marina Real y la Ciudad de las Artes y las Ciencias; y se modifica la denominación de la línea 13 pasando a llamarse Av. Barón de Cárcer - Ciudad de las Artes y las Ciencias - Fuente San Luis.
El 23 de septiembre de 2013 la línea 29 amplió su recorrido imitando a la línea 41 hasta la rotonda de la Av. Naranjos-Serrería para dar servicio a todo el Campus de Tarongers de la UPV y la UV.
El 4 de octubre de 2013 comienza a funcionar la nueva línea nocturna CorreNit que ofrece servicio a las principales zonas de ocio nocturnas como la avenida de Francia, Cánovas, Ruzafa, plaza España, Juan Llorens, El Carmen, avenida Aragón, avenida Blasco Ibáñez y plaza Honduras.
El 20 de febrero de 2014 las líneas 6, 7 y 8 modifican sus recorridos en los barrios de Ruzafa y Monteolivete para optimizarlos y ser más rápidos; mientras que el 3 de marzo de 2014 la línea 26 prolonga su recorrido hasta las localidades de Moncada y Alfara del Patriarca cambiando esta su denominación a Poeta Querol - Moncada-Alfara.
El 31 de mayo de 2014 la línea 23 modifica su recorrido pasando a circular por el interior de la Marina Real; y la línea N9 amplía recorrido por Marcos Sopena hasta la rotonda del paseo de Neptuno para dar servicio también a las zonas de ocio de la Marina Real.
El 1 de julio de 2014 la línea 26, por una reclamación de la empresa interurbana Herca SL y por orden judicial, se ve obligada a suspender temporalmente el servicio hasta la parada de Moncada - Alfara finalizando de nuevo el recorrido en Benifaraig.
El 15 de septiembre de 2014 la línea 63 actualiza su denominación a Campus de Burjasot - Estación del Norte.
El 22 de septiembre de 2014 la línea 6 prolonga su recorrido hasta el Hospital La Fe en el bulevar Sur, pasando a denominarse Torrefiel - Nou Hospital La Fe
El 1 de octubre de 2014 la línea 3 ya no llega hasta el barrio de Nazaret y finaliza su recorrido en la avenida del Puerto cruce con Ibiza-Serrería cambiando su denominación a Avda. del Cid - Avda. del Port y la línea 95 amplía su recorrido hasta Nazaret y la Estación Marítima cambiando su denominación a Hospital General - Ciudad de las Artes y las Ciencias - Puerto.
El 1 de enero de 2015 se amplía la línea 15 desde Pinedo hasta El Saler.
El 2 de enero de 2015 empieza a funcionar la nueva línea 25 Valencia - El Palmar - El Perellonet para dar servicio a las pedanías del sur de la ciudad de Valencia (El Saler, El Palmar y El Perellonet) y al parque natural de la Albufera desde el Parterre (Cerdán de Tallada), pasando así a ser la línea más larga de toda la red.;
El 1 de junio de 2015 la línea 25 accede también a la pedanía de Pinedo desde la autovía V15 en ambos sentidos desde las pedanías del sur, mientras que la línea 15 vuelve a finalizar su recorrido en Pinedo.
El 2 de mayo de 2016 la línea 41 prolonga su recorrido hasta la Estación de Cabañal (Adif) para posibilitar el acceso al campus de Tarongers desde la misma. Pasa a denominarse Pl. España - Universidades - Estación del Cabañal.
El 17 de mayo de 2016 la línea 26 accede a la pedanía de Carpesa en ambos sentidos a la espera de volver a llegar hasta Moncada - Alfara.
El 26 de julio de 2016 entra en funcionamiento la primera fase de La Xarxa del Futur (La Red del Futuro) para mejorar las líneas de la EMT. Se modifican las líneas 4, 6, 8, 9, 11, 28, 29, 31, 40, 71, 73, 81 y 95 y se pone en marcha la nueva línea 99 por el bulevar Sur desde el Palacio de Congresos hasta la Estación de Cabañal (Adif) sustituyendo así a la línea Metrorbital.
El 2 de agosto de 2016 el Ayuntamiento de Valencia da a conocer una carta remitida por el Ministerio de Hacienda y Administraciones Públicas, a cargo del ministro en funciones Cristóbal Montoro, en la que exige el cierre de la empresa por ser deficitaria. El alcalde Joan Ribó asegura que no se va a cerrar un servicio que utilizan a diario miles de personas (88 millones de viajeros en 2015) e indica que el ayuntamiento ha conseguido un superávit en ese ejercicio.
El 22 de septiembre de 2016 las líneas 26 y 31 vuelven a llegar hasta Moncada-Alfara y el final de la Patacona tras el acuerdo firmado con la Consejería de Urbanismo. Así pues ambas líneas cambian su denominación a Moncada-Alfara y la Patacona respectivamente.
El 22 de febrero de 2018 se pone en funcionamiento la segunda fase de "La Red del Futuro", modificándose el recorrido de la línea 18 que llega hasta el Hospital Dr. Peset, la línea 99 llega hasta la Malvarrosa mientras que se ponen en funcionamiento las nuevas líneas de largo recorrido 92, 93, 94 y 98.
El 3 de julio de 2018 las líneas 18 y 95 prolongan su recorrido de forma temporal (solo verano) hasta la playa de Las Arenas.
El 9 de diciembre de 2019 la línea 9 prolongó su recorrido hasta la pedanía de Horno de Alcedo accediendo a través del municipio de Sedaví desde la Torre.
El 4 de mayo de 2020 se puso en funcionamiento la tercera fase de la "Nueva Red" de "La Red del Futuro" de la "Nueva EMT" por la cual la línea 5 se convirtió en la línea C1 siendo la única que accede por c/ de la Paz, Pl. de la Reina y Pl. Ayuntamiento uniendo las paradas de Puerta del Mar y Estación del Norte. Muchas líneas radiales quedaron limitadas en estas paradas mientras que la línea 28 se convirtió en línea semicircular por la Ronda Interior. A su vez, las líneas N89 y N90 se suprimieron para integrarse en las líneas 89 y 90 de la red diurna. Además se creó la línea 24.
El 5 de diciembre de 2020, la EMT Valencia sufrió un importante incendio en sus cocheras Sur de San Isidro. Se cortaron las líneas de Adif entre Valencia-Norte y Aldaya y la estación de metro de Sant Isidre (San Isidro) de Metro Valencia fue desalojada.
Fueron afectados 26 autobuses, entre ellos 16 autobuses calcinados completamente. El incendio se produjo sobre las 17h, tras una explosión en un autobús.
Al parecer, la mayoría de estos autobuses eran de gas y aunque no fueran muy viejos, estos autobuses Castrosua City Versus seguían funcionando en las líneas de la EMT, principalmente en la 10 con la totalidad de la flota de esa línea. Según el alcalde de Valencia, Joan Ribó, estos autobuses estaban pendientes de desguace, aunque formaran parte de la flota de la EMT y que uno de ellos no tuviera más que 10 años.
Los daños fueron tasados en 2.100.000 €, e indemnizados por la aseguradora.

### Fraude de la EMT en 2019
En 2019 se destapó un fraude de 4 millones de euros, que salieron de la cuenta de la Empresa Municipal de Transportes hacia un banco asiático para la compra de una empresa china. Esta operación ha acabado en los juzgados, así como en el Tribunal de Cuentas.

## Líneas

### Actuales
La EMT tiene un total de 43 líneas. Todas ellas garantizan la accesibilidad a personas con movilidad reducida.
Funcionan durante todos los días del año con horario diurno exceptuando la línea 63, que al ser línea universitaria únicamente funcionan entre semana y en periodo lectivo.
Las líneas señaladas con fondo azul funcionan también en horario nocturno, entre las 22:05 y las 2:15 de lunes a jueves y hasta las 3:15 los viernes, sábados y vísperas de festivos.
| Línea | Recorrido                                                                |
| ----- | ------------------------------------------------------------------------ |
| C1    | Centro histórico                                                         |
| C2    | Circular Grans Vies                                                      |
| C3    | Circular Ronda Trànsits                                                  |
| 4     | Nazaret - Plaza del Ayuntamiento                                         |
| 6     | Torrefiel - Hospital La Fe                                               |
| 7     | Mercado Central - Fuente San Luis                                        |
| 8     | Puerta del Mar - Hospital La Fe                                          |
| 9     | Estación del Norte / La Torre - Sedaví / Horno de Alcedo                 |
| 10    | Benimaclet - San Marcelino                                               |
| 11    | Patraix - Orriols                                                        |
| 12    | Ciudad Fallera - Plaza de América                                        |
| 13    | Fuente San Luis / Ciudad de las Artes y las Ciencias - Puerta del Mar    |
| 14    | Estación del Norte - Castellar-Oliveral                                  |
| 16    | Vinalesa - Poeta Querol                                                  |
| 18    | Hospital Dr. Peset - Universidades                                       |
| 19    | Estación del Norte - La Marina / Malvarrosa                              |
| 23    | Puerta del Mar - Horno de Alcedo                                         |
| 24    | Puerta del Mar - El Saler / El Palmar                                    |
| 25    | Puerta del Mar - El Saler / El Perelló                                   |
| 26    | Moncada-Alfara - Poeta Querol                                            |
| 27    | La Torre - Mercado Central                                               |
| 28    | Ciudad Fallera - Estación del Norte                                      |
| 30    | Nazaret - Hospital Clínico                                               |
| 31    | La Patacona - Estación de Joaquín Sorolla                                |
| 32    | Paseo Marítimo - Plaza del Ayuntamiento                                  |
| 35    | Estación del Norte - Ciudad de las Artes y las Ciencias / Islas Canarias |
| 40    | Universidades - Estación del Norte                                       |
| 60    | Avenida del Oeste - Torrefiel                                            |
| 62    | Benimámet / Feria - Estación del Norte                                   |
| 63    | Campus de Burjasot - Estación del Norte                                  |
| 64    | Benicalap - Estación de Joaquín Sorolla / Hospital La Fe                 |
| 67    | Estación del Norte - Nou Campanar                                        |
| 70    | La Fuensanta - Alboraya                                                  |
| 71    | La Luz - Universidades                                                   |
| 72    | San Isidro - Estación del Norte                                          |
| 73    | San Isidro / Tres Creus - Estación del Norte                             |
| 81    | Estación del Norte - Avenida de Blasco Ibáñez                            |
| 92    | Malvarrosa - Campanar                                                    |
| 93    | Avenida del Cid - Paseo Marítimo                                         |
| 94    | Campanar - Avenida de Francia                                            |
| 95    | Jardín del Turia                                                         |
| 98    | Avenida del Cid - Estación del Cabañal / Paseo Marítimo                  |
| 99    | Palacio de Congresos - Malvarrosa                                        |

### Desaparecidas
Líneas que no han desaparecido por motivos diversos; ya sea por fusionarse con otras, decisiones estratégicas o por cumplir una función determinada.
| Línea      | Cabeceras                          | Cabeceras                        | Función |
| ---------- | ---------------------------------- | -------------------------------- | --- |
| 1          | Malvarrosa                         | Estación de autobuses            | Desapareció el 22 de febrero de 2018 al renombrarse como la línea 94. |
| 2          | Malvarrosa                         | Campanar                         | Desapareció el 22 de febrero de 2018 al renombrarse como la línea 92. |
| 3          | Avenida del Cid                    | Avenida del Puerto               | Desapareció el 22 de febrero de 2018 al fusionarse con la línea 41 |
| 5          | Interior                           | Interior                         | Desapareció el 4 de mayo de 2020 al convertirse en la línea C1. |
| 5B         | Ciudad Vieja                       | Ciudad Vieja                     | Fue suspendida temporalmente por las obras de la línea de metro entre Tabernes Blanques y Nazaret en un primer momento. Tras varios años suspendida, en marzo de 2013 fue suprimida. |
| 15         | Pinedo                             | Estación del Norte               | Desapareció el 7 de abril de 2023 al asumir parte del recorrido la línea 23. |
| 17         | Plaza del Ayuntamiento             | Sant Pau                         | Desapareció el 5 de noviembre de 2012 al fusionarse con la línea 61. |
| 20         | Plaza de la Reina                  | Las Arenas                       | Estuvo en funcionamiento durante los años 60 y 70 como refuerzo de la línea 19, únicamente en verano. En 1979 fue eliminada. |
| 20         | Playas                             | Avenida del Cid                  | Fue suprimida en el verano del 2017 por ofrecerse alternativas en origen y destino con la nueva red. |
| 21         | Plaza de la Reina                  | Club Nàutic                      | Estuvo en funcionamiento durante los años 60 y 70 como refuerzo de la línea 19, únicamente en verano. En 1979 fue eliminada. |
| 21         | Playas                             | Ciudad Fallera                   | Fue suprimida en el verano de 2012 por coincidir gran parte de su recorrido con la línea 4 de Metrovalencia. |
| 22         | Playas                             | Campanar                         | Fue suprimida en el verano de 2012 por coincidir la mayor parte de su recorrido con la línea 2. Por ello se modificó el itinerario en verano de esta última para atender la playa de Las Arenas. |
| 23         | Playas                             | Creu Coberta                     | Fue suprimida en el verano de 2017 por coincidir gran parte de su recorrido con otras líneas de la nueva red. |
| 24         | Plaça de Sant Agustí               | El Saler                         | Esta línea nunca existió. Fue proyectada y solicitada repetidamente por SALTUV al Ayuntamiento de Valencia, que nunca la concedió. En 20 de abril de 1972 se solicitó, pero quedó solo en un deseo de la compañía, que incluso le había asignado un número. 48 años después, entró en servicio el 4 de mayo de 2020 con pequeñas variaciones en su recorrido. |
| 28         | Estación Sur de Autobuses          | Estación Central de Autobuses    | Creada el 18 de junio de 1966, con motivo de la inauguración de la Estación Sur de Autobuses, fue unida a la línea 8 hacia 1984, desapareciendo como línea; posteriormente, el 1 de enero de 2001, volvió a ser creada a partir de la escisión de la línea 27 en dos recorridos, siendo ahora "Ciutat Artista Faller-Mercado Central". La línea original 28 "Estación de Autobuses Sur-Mercado Central" fue creada el 18 de junio de 1966, dotada por 16 flamantes Pegaso (6 Pegaso 5062 y 10 Pegaso 6035). Era la primera fase, y se puso en marcha parcialmente el trayecto, hasta que se construyera la estación de autobuses Central. Los primeros años era deficitaria en su explotación, pero todos esperaban que con la puesta en marcha del otro ramal esto ya no sucedería.En noviembre de 1968 se aprobó ya la ruta completa; sin embargo esto no ocurrió hasta el 14 de julio de 1969, en que la línea hacía la ruta completa entre ambas estaciones. Al desaparecer la estación Sur, su recorrido fue acortado hasta la plaza del Caudillo. Esto ocurrió en el período 1971-1973. |
| 29         | Avenida del Cid                    | Universidades                    | Desapareció el 22 de febrero de 2018 al renombrarse como la línea 98. |
| 36         | Plaza del Ayuntamiento             | C.de Bàrcena Vinalesa            | Esta línea dejó de prestar servicio como tal el día 1 de octubre de 2012, tras 22 años, por motivos políticos tras no haberse alcanzado ningún acuerdo económico con el Ayuntamiento de Vinalesa por la prestación de sus servicios. Desde esta fecha se accedió a la población con la línea 104b del Metrobús con posibilidad de transbordo a la línea 16 EMT en Cases de Bàrcena hasta que a finales de ese año se prolongó la línea 16 a Vinalesa con una parada. |
| 37         | Circular (Bulevares Periféricos)   | Circular (Bulevares Periféricos) | Esta línea siempre existió. Fue proyectada en el año 2000, pero nunca ha sido puesta en marcha con la excusa que los bulevares periféricos no estaban acabados. Posteriormente parte del recorrido de esa línea lo realizó la línea Metrorbital. En la actualidad funciona el tramo sur de esta línea bajo la denominación " 99 Malvarrosa - Palacio de Congresos" |
| 41         | Universidades                      | Pl. España                       | no Desapareció el 22 de febrero de 2018 al fusionarse con la línea 3 |
| 50         | Estación del Norte                 | Grao                             | Funcionó desde 1964, y fue heredada por Saltuv en sus inicios. Pronto fue sustituida por la también desaparecida línea 20 "Plaza Zaragoza-Playa Arenas" |
| 51         | Estación del Norte                 | Club Nàutic                      | Funcionó desde 1964, y fue heredada por Saltuv en sus inicios. Pronto fue sustituida por la también desaparecida línea 21 "Plaza Zaragoza-Club Náutico" |
| 61         | Plaza del Ayuntamiento             | Hospital Arnau de Vilanova       | Desapareció el 5 de noviembre de 2012 al fusionarse con la línea 17. |
| 69         | Plaza del País Valencià            | Orriols                          | Aprobada por el ayuntamiento el 9 de febrero de 1974. Fue fusionada con la línea 11 en 1982. |
| 78         | Tetuán Puerta del Mar              | Plaza de España                  | Línea especial de Fallas que unía Tetuán y Puerta del Mar con plaza España de manera directa para facilitar el transbordo entre ambos puntos de concentración. En 2018 fue suprimida. |
| 85         | Estadio de Mestalla                | Estadio de Mestalla              | Tenía salidas desde los siguientes puntos, una hora antes de los partidos:- Avda.Barón de Cárcer, 43, José Antonio, 50 (Mislata), avenida del Cid (frente Marcelino Oreja), Grabador Jordán, 45 (Fuente San Luis), Alférez Provisional (actual Av. Campanar) frente cine Samoa, y el final línea 27 en Av. Real de Madrid.No hay constancia de que funcionara a partir de 1985. |
| 86         | Estadio Ciudad de Valencia         | Estadio Ciudad de Valencia       | Salidas desde los siguientes puntos, una hora antes de los partidos: - Castell de Pop, Reina / Teatro, Avda. del Cid (Barrio La Luz), Mercado de Ruzafa. No hay constancia de que funcionara a partir de 1985. |
| 87         | Mercavalencia                      | Mercavalencia                    | Servicio de madrugada (de 3:00 a 8:00) con salida en la Malvarrosa (plaza de los Ángeles) y recorrido por el centro hasta Mercavalencia. En 1987 aún funcionaba, con origen en la plaza del Ayuntamiento. |
| 91         | Campanar                           | Pont de Fusta Grao               | Fue la línea que sustituyó entre el 31 de enero de 1990 y el 21 de mayo de 1994 a la línea del "trenet" mientras se transformaba en la línea 4 del tranvía de FGV. En ella sirvieron los Pegaso 6035-R. Tenía servicios cortos entre Pont de Fusta y el Grao. |
| 92         | Cementerio                         | Cementerio                       | Era un servicio directo entre la plaza del Ayuntamiento y el Cementerio la víspera y el día de Todos los Santos. Posteriormente se sustituyó por servicios especiales de la línea 9 y posteriormente la línea 93. |
| 93         | Plaza del Ayuntamiento             | Cementerio                       | Servicio especial al Cementerio General con motivo de la festividad de Todos los Santos.Desde el año 2017 es la línea 77 (especial SE1) |
| 94         | Malvarrosa                         | Drassanes                        | Servicio de madrugada entre la Malvarrosa (Vicente La Roda) a los Astilleros. En sus inicios recibió el número 90, a partir de 1982, con la entrada en funcionamiento de la actual 90 "Circular Ronda Transits", cambió su número a 94. En 1986 debió desaparecer definitivamente. |
| 97         | Servici Especial Tramvia L4        | Servici Especial Tramvia L4      | Puesta en servicio el 27 de junio de 2005, al cortarse el Tranvía L-4 por obras y derribos en la zona. Hacía el servicio complementario entre las estaciones de Tarongers y Doctor Lluch. Los buses circulaban de dos en dos, para poder asumir la demanda de los tranvías. El transporte era gratuito, no siendo necesario ningún billete a bordo. La línea estuvo en servicio diez días, hasta el 6 de julio. |
| AN         | Assut de l'Or                      | Nazaret                          | Era una línea creada para el Gran Premio de Europa de 2008, y era una línea gratuita que acercaba a los aficionados a las puertas cercanas a Nazaret, con el resto de líneas especiales hacia los parquins habilitados para el Gran Premio. Luego de este, la línea desapareció. |
| C3         | Hasta plaza Zaragoza               | Hasta plaza Zaragoza             | La línea 3, tenía unos convoyes desde la avenida del Cid hasta la rotonda de la plaza Zaragoza. Desconocemos cuando empezaron a funcionar, e incluso cuándo dejaron de realizarse, pero en 1997 aún existía. |
| C9         | Plaza del Ayuntamiento             | Cementerio                       | Estaba en marcha solo durante los días previos al día de Todos los Santos, incluido este último. |
| C15        | Hasta bulevar Sur                  | Hasta bulevar Sur                | Estaba en marcha antes de la puesta en marcha de la línea 35. La línea 15, en determinadas horas punta del día, incorporaba un convoy con la tablilla “Fins Bulevar Sur”. Este convoy punta debió desaparecer cuando se instauró la línea 35. |
| C19        | Hasta Puerto Copa América          | Hasta Puerto Copa América        | Estaba en marcha durante la competición de la 32 American's Cup. Hacía servicios cortos desde Pl. del Ayuntamiento hasta Port America's Cup. Desde entonces no se ha vuelto a poner en marcha. |
| C23        | Nazaret                            | Playas                           | Servicio corto de la línea 23 que unía el barrio de Nazaret con la playa de Las Arenas durante el Gran Premio de Europa de 2010, Gran Premio de Europa de 2011 y Gran Premio de Europa de 2012, ya que la línea 23 original no entraba a Nazaret. |
| C26        | Hasta bulevar Norte                | Hasta bulevar Norte              | Hacía servicios cortos desde Poeta Querol hasta el Camino de Moncada - Bulevar Norte. Estuvo en funcionamiento desde el 22 de septiembre de 2010 hasta el 31 de julio de 2012. El día 1 de agosto dejó de funcionar debido a la escasa demanda. |
| C32        | Hasta Las Arenas                   | Hasta Las Arenas                 | La línea C32, iba desde la plaza del Ayuntamiento hasta las Arenas, excluyendo el tramo hasta el paseo marítimo. En mayo de 2006 estos cortos fueron eliminados. |
| C81        | Hasta Barón de Cárcer              | Hasta Barón de Cárcer            | Era un servicio corto de la línea 81 que se prestaba desde Blasco Ibáñez hasta Barón de Cárcer. Desapareció el 5 de noviembre de 2012 al suprimirse la línea 7 a Mislata en el tramo Mercado Central - Olivereta para atender el tramo común con la línea 81 |
| CP         | Circular Pantalla                  | Circular Pantalla                | Fue creada para el Gran Premio de Europa de 2008, y su función era unir todas las puertas de acceso al circuito urbano de Valencia. Después del Gran Premio, esta línea desapareció. |
| E1         | Palacio de Congresos               | Avenida de Baleares              | Esta línea fue creada para el Gran Premio de Europa de 2008, y unía el parquing habilitado en el palacio de congresos, con una de las puertas de entrada a circuito. Después de finalizar el Gran Premio, esta línea desapareció. |
| E2         | Bulevar Sur                        | Centro Comercial El Saler        | Fue creada para el Gran Premio de Europa de 2008, y unía el parquing habilitado en la zona del bulevar sur, la rotonda del C.C. El Saler, donde podían coger la línea AN, que les conducía a las puertas cercanas al barrio de Nazaret, el lugar donde en un principio finalizaría, pero nunca llegó a hacerlo. Después de este Gran Premio, esta línea desapareció. |
| E3         | Centro                             | Avenida del Puerto               | Esta línea fue creada para el Gran Premio de Europa de 2008, y unía el centro de la ciudad con las puertas cercanas a la avenida del Puerto, y que accedían al circuito. Después del Gran Premio esta línea desapareció. |
| F1         | F1 (acceso al circuitp)            | F1 (acceso al circuitp)          | Esta línea fue creada para el Gran Premio de Europa de 2009, y unía los accesos al circuito entre sí. Después de este Gran Premio, esta línea desapareció. |
| F1         | F1 (bulevar Sur)                   | F1 (bulevar Sur)                 | Fue creada para el Gran Premio de Europa de 2009 en el cual unía el parquing habilitado en el bulevar sur con los accesos al circuito. Después de este gran premio esta línea desapareció. |
| Marina Sur | Centro Comercial El Saler          | Marina Sur                       | Se creó para la Copa América 2007 (regata), para trasladar a la gente desde el C.C. El Saler, hasta la Marina Sur del puerto de Valencia. Una vez Acabada la copa, esta línea desapareció. |
| N1A        | Plaza del Ayuntamiento             | Malvarrosa                       | Estaba en marcha durante 2004 y 2005, tras la división de la anterior línea N1, que comunicaba la plaza del Ayuntamiento con los poblados marítimos, hacía un recorrido largo y tortuoso. En el año 2006, volvió a denominarse N1, y manteniendo el mismo recorrido. |
| N1B        | Plaza del Ayuntamiento             | Nazaret                          | Estaba en marcha durante 2004 y 2005, tras la división de la anterior línea N1, que comunicaba la plaza del Ayuntamiento con los poblados marítimos, hacía un recorrido largo y tortuoso, en el año 2006 pasó a denominarlse N8, manteniendo el recorrido, y posteriormente parte de su recorrido por el puerto pasó a asumirlo la actual línea N9. |
| N89        | Circular Ronda Trànsits            | Circular Ronda Trànsits          | Puesta en funcionamiento el 4 de octubre del año 2013 como continuación nocturna del servicio prestado por la línea diurna 89. Desapareció el 4 de mayo de 2020, al incluirse este servicio en la línea diurna 89 |
| N90        | Circular Ronda Trànsits            | Circular Ronda Trànsits          | Puesta en funcionamiento el 4 de octubre del año 2013 como continuación nocturna del servicio prestado por la línea diurna 90. Desapareció el 4 de mayo de 2020, al incluirse este servicio en la línea diurna 90 |
| CN         | Correnit                           | Correnit                         | Puesta en funcionamiento el 4 de octubre del año 2013 para conectar todas las zonas de ocio de la ciudad de València y suprimida el 14 de mayo de 2017 por la escasa demanda. |
| TS         | Ciudad de las Artes y las Ciencias | Marina Real                      | Estuvo en marcha los meses de julio, agosto y septiembre de 2013 como lanzadera para turistas entre la Marina Real y CAC. Servicio prestado con los microbuses GNC 9100. |

#### Nocturnas
Eran líneas que funcionaban en horario nocturno, entre las 22:05 y las 2:15  de lunes a jueves y hasta las 3:15 los viernes, sábados y vísperas de festivos.
Las líneas nocturnas se crearon el 1 de abril de 1985 con inicio a las 23 horas. Al inicio su frecuencia era de 40 minutos, con transbordo gratuito y coordinado en la plaza del Ayuntamiento. Posteriormente, y por imposibilidad de cumplir los horarios, se amplió las salidas cada 45 minutos. El 13 de septiembre de 2001 se amplió el horario de jueves a sábado y vísperas de festivo hasta las tres de la mañana. El 4 de julio de 2009 se hace una amplia remodelación de las líneas, incorporando las nuevas N9, N10, N89 y N90, y se modifican los horarios, haciendo cuatro salidas de domingo a jueves y seis los viernes, sábados y vísperas de festivos.
| Línea       | Cabeceras          | Cabeceras                        | Frecuencia (min)           | Longitud (km) | Flota                          |
| ----------- | ------------------ | -------------------------------- | -------------------------- | ------------- | ------------------------------ |
| 19 nocturna | Estación del Norte | La Malvarrosa                    | 60                         | 13            | 6400 Y 7000                    |
| N2          | Estación del Norte | Primado Reig Tabernes Blanques   | 50                         | 12,5          | 9500                           |
| N3          | Estación del Norte | Fernando el Católico Benimámet   | 50 25 (días no laborables) | 12,3          | 6400                           |
| N4          | Estación del Norte | Avenida del Cid Mislata          | 50                         | 14,2          | 6400 9500                      |
| N5          | Estación del Norte | San Isidro Fuensanta             | 50                         | 12,5          | 6400 9500                      |
| N6          | Estación del Norte | Jesús La Torre                   | 50 25 (días no laborables) | 15,8          | 6400                           |
| N7          | Estación del Norte | Malilla Fuente San Luis          | 50                         | 10,5          | 6400                           |
| N8          | Estación del Norte | Avenida del Puerto Nazaret       | 50 25 (días no laborables) | 11,3          | 6400 9500                      |
| N9          | Estación del Norte | Monteolivete Cabañal             | 60                         | 12,4          | 9500 8X00 (días no laborables) |
| N10         | Estación del Norte | Ciudad Fallera Camino de Moncada | 50                         | 10,5          | 6400                           |

## Tarifas
El 26 de septiembre de 2013 se anunció la puesta en funcionamiento de un nuevo abono mensual destinado para jóvenes de hasta 25 años entrando en vigor el 4 de noviembre. Este nuevo título de transporte se diferencia del existente anteriormente por ser útil únicamente en la red de líneas de la EMT. Además, el mismo día se anuncia la congelación de las tarifas para los dos próximos años.
| Título                                             | Título                         | Precio  | Precio  | Precio  | Precio  | Precio                           | Precio  | Precio  | Precio  |
| Título                                             | Título                         | 2011    | 2012    | 9/2012  | 2013    | 2014                             | 2015    | 2016    | 2017    |
| -------------------------------------------------- | ------------------------------ | ------- | ------- | ------- | ------- | -------------------------------- | ------- | ------- | ------- |
| Billete Sencillo                                   | Billete Sencillo               | 1,30 €  | 1,50 €  | 1,50 €  | 1,50 €  | 1,50 €                           | 1,50 €  | 1,50 €  | 1,50 €  |
| Billete Sencillo Turístico                         | Billete Sencillo Turístico     | --      | --      | --      | 2,00 €  | --                               | --      | --      | --      |
| Bonobús Plus                                       | Bonobús Plus                   | 6,95 €  | 7,50 €  | 7,50 €  | 8 €     | 8 €                              | 8 €     | 8 €     | 8,50 €  |
| Bono Transbordo                                    | Bono Transbordo                | 7,55 €  | 7,95 €  | 8,35 €  | 9 €     | 9 €                              | 9 €     | 9 €     | 9 €     |
| Viajes ilimitados durante 1, 2 o 3 días (T1/T2/T3) | T1                             | 3,50 €  | 3,70 €  | 3,90 €  | 4 €     | 4 €                              | 4 €     | 4 €     | 4 €     |
| Viajes ilimitados durante 1, 2 o 3 días (T1/T2/T3) | T2                             | 6 €     | 6,30 €  | 6,60 €  | 6,70 €  | 6,70 €                           | 6,70 €  | 6,70 €  | 6,70 €  |
| Viajes ilimitados durante 1, 2 o 3 días (T1/T2/T3) | T3                             | 8,68 €  | 9,10 €  | 9,60 €  | 9,70 €  | 9,70 €                           | 9,70 €  | 9,70 €  | 9,70 €  |
| Valencia Card                                      | 24h                            | 10 €    | 15 €    | 15 €    | 15 €    | 15 €                             | 15 €    | 15 €    | 15 €    |
| Valencia Card                                      | 48h                            | 16 €    | 20 €    | 20 €    | 20 €    | 20 €                             | 20 €    | 20 €    | 20 €    |
| Valencia Card                                      | 72h                            | 20 €    | 25 €    | 25 €    | 25 €    | 25 €                             | 25 €    | 25 €    | 25 €    |
| Bono Oro                                           | Bono Oro                       | 18 €    | 18 €    | 18 €    | 18 €    | 18 €                             | 18 €    | 20 €    | 20 €    |
| Abono Transporte (Zona A)                          | Abono Transporte (Zona A)      | 39,60 € | 41,60 € | 43,70 € | 43,70 € | 45 €                             | 45 €    | 45 €    | 45 €    |
| Abono Transporte Jove (Zona A)                     | Abono Transporte Jove (Zona A) | 29,70 € | -       | -       | -       | 40,50 € (desde el 1 septiembre)  | 40,50 € | 40,50 € | 40,50 € |
| EMT Jove                                           | EMT Jove                       | -       | -       | -       | 30 €    | 30 €                             | 30 €    | 25 €    | 25 €    |
| Bonobús Plus EMT Família Nombrosa                  | General                        | -       | -       | -       | -       | 6,40 € (desde el 3 de noviembre) | 6,40 €  | 6,40 €  | 6,40 €  |
| Bonobús Plus EMT Família Nombrosa                  | Especial                       | -       | -       | -       | -       | 4,00 € (desde el 3 de noviembre) | 4,00 €  | 4,00 €  | 4,00 €  |
| EMT amb TU                                         | EMT amb TU                     | --      | --      | --      | --      | --                               | --      | 10 €    | 10 €    |
| EMT Infantil                                       | EMT Infantil                   | --      | --      | --      | --      | --                               | --      | 5 €     | 5 €     |
| Sanción                                            | Sanción                        | 7,80 €  | 9 €     | 9 €     | 9 €     | 9 €                              | 9 €     | 9 €     | 9 €     |

## Flota
Desde el 22 de septiembre de 2010, con la retirada por completo de la serie más antigua y la incorporación de diez autobuses Scania y diez Mercedes Benz Citaro, toda la flota es de piso bajo. En enero de 2012 se retiraron 20 autobuses de servicio (los últimos 6000 que quedaban en servicio, así como varios autobuses de la serie 5200) para ahorrar costes, reduciendo así la flota de 480 a 460 autobuses. Debido a un incendio sufrido el 16 de febrero de 2013 en un autobús que cubría el servicio nocturno de la línea N4 en la calle Alcácer, la flota se vio reducida a 459 autobuses.
En septiembre de 2019 se adjudicó la compra de 164 autobuses híbridos Mercedes Benz Citaro, que se incorporaron a la flota durante los años 2020 y 2021. La empresa cuenta, en 2021, con una flota muy variada con un total de 481 autobuses con una edad media de nueve años.

### Años recientes
| Modelo                                  | Serie          | 2012 | 2013 | 2014 | 2015 | 2016 | 2017 | 2018 | 2019 | 2020 | 2021 |
| --------------------------------------- | -------------- | ---- | ---- | ---- | ---- | ---- | ---- | ---- | ---- | ---- | ---- |
| BYD E6                                  | 2000           | 0    | 0    | 0    | 0    | 0    | 0    | 1    | 1    | 1    | 1    |
| IRIZAR I2                               | 2100           | 0    | 0    | 0    | 0    | 0    | 0    | 1    | 1    | 1    | 1    |
| RENAULT Citybús                         | 5100/5200/5300 | 163  | 164  | 164  | 164  | 156  | 156  | 128  | 128  | 117  | 30   |
| IVECO URBANWAY                          | 5300           | 0    | 0    | 0    | 0    | 12   | 12   | 12   | 12   | 12   | 12   |
| MERCEDES BENZ O-405 N2                  | 6000/6100      | 45   | 45   | 45   | 45   | 45   | 45   | 45   | 45   | 0    | 0    |
| MERCEDES BENZ Citaro                    | 6200           | 22   | 22   | 22   | 22   | 22   | 22   | 22   | 22   | 22   | 17   |
| MERCEDES BENZ Citaro O530 E5 / E6       | 6200           | 10   | 10   | 10   | 10   | 16   | 16   | 16   | 16   | 16   | 16   |
| MERCEDES BENZ Citaro Hybrid             | 6300           | 0    | 0    | 0    | 0    | 0    | 0    | 0    | 12   | 12   | 12   |
| MERCEDES BENZ Citaro Hybrid             | 6400/6500      | 0    | 0    | 0    | 0    | 0    | 0    | 0    | 0    | 75   | 164  |
| SCANIA Omnicity                         | 7000           | 81   | 81   | 81   | 81   | 81   | 81   | 81   | 76   | 76   | 56   |
| SCANIA N230 E4 / E5 / E6                | 7000/7100      | 25   | 24   | 24   | 24   | 40   | 40   | 40   | 39   | 39   | 39   |
| IRISBUS Citelis Articulado              | 8000           | 15   | 15   | 15   | 15   | 15   | 14   | 14   | 14   | 14   | 14   |
| VAN HOOL AG300 Articulado               | 8100           | 8    | 8    | 8    | 8    | 8    | 8    | 8    | 8    | 8    | 8    |
| MERCEDES BENZ Citaro O530 E4 Articulado | 8200           | 9    | 9    | 9    | 9    | 9    | 9    | 9    | 9    | 9    | 9    |
| HEULIEZ GX437 Hybrid                    | 8300           | 0    | 0    | 0    | 0    | 0    | 0    | 14   | 14   | 14   | 14   |
| MERCEDES BENZ Citaro Hybrid Articulado  | 8400           | 0    | 0    | 0    | 0    | 0    | 0    | 0    | 36   | 36   | 36   |
| MAN 11.190                              | 9000           | 1    | 1    | 1    | 1    | 0    | 0    | 0    | 0    | 0    | 0    |
| DENNIS DART Habbit                      | 9000           | 4    | 4    | 4    | 4    | 4    | 4    | 4    | 4    | 4    | 4    |
| IVECO Indcar Mobi                       | 9000           | 0    | 0    | 0    | 0    | 1    | 2    | 2    | 2    | 2    | 2    |
| IVECO Indcar Wing                       | 9100           | 1    | 1    | 1    | 1    | 1    | 0    | 0    | 0    | 0    | 0    |
| IVECO Indcar Wing GNC                   | 9100           | 2    | 2    | 2    | 2    | 2    | 2    | 2    | 2    | 2    | 2    |
| IRISBUS Cityclass GNC (Castrosua)       | 9200           | 25   | 25   | 25   | 24   | 24   | 24   | 24   | 24   | 24   | 10   |
| IRISBUS Cityclass GNC (Noge)            | 9200           | 20   | 20   | 20   | 20   | 20   | 20   | 20   | 20   | 20   | 15   |
| IRISBUS Citelis GNC                     | 9200           | 5    | 5    | 5    | 5    | 5    | 5    | 5    | 5    | 4    | 4    |
| IRISBUS Citelis Hybrid                  | 9300           | 0    | 0    | 1    | 1    | 1    | 1    | 1    | 1    | 1    | 1    |
| HEULIEZ GX337 Hybrid                    | 9300           | 0    | 0    | 0    | 0    | 0    | 0    | 7    | 7    | 7    | 7    |
| MAN NL 243F GNC                         | 9400           | 25   | 25   | 25   | 24   | 24   | 24   | 24   | 23   | 24   | 0    |
| MAN Lion's City Hybrid                  | 9500           | 0    | 0    | 1    | 1    | 3    | 17   | 17   | 17   | 17   | 17   |
| VOLVO 7900 Hybrid                       | 9600           | 0    | 0    | 0    | 0    | 3    | 3    | 3    | 3    | 3    | 3    |
| TOTAL                                   |                | 460  | 460  | 462  | 462  | 492  | 492  | 492  | 492  | 492  | 517  |

### 1999 a 2011
| Modelo                                  | Serie          | 1999 | 2000 | 2001 | 2002 | 2003 | 2004 | 2005 | 2006 | 2007 | 2008 | 2009 | 2010 | 2011 |
| --------------------------------------- | -------------- | ---- | ---- | ---- | ---- | ---- | ---- | ---- | ---- | ---- | ---- | ---- | ---- | ---- |
| PEGASO 6038                             | 2000/2100/2200 | 37   | 0    | 0    | 0    | 0    | 0    | 0    | 0    | 0    | 0    | 0    | 0    | 0    |
| PEGASO 6420                             | 3000           | 56   | 53   | 13   | 13   | 0    | 0    | 0    | 0    | 0    | 0    | 0    | 0    | 0    |
| RENAULT PR-100.2                        | 4000           | 158  | 158  | 158  | 158  | 111  | 55   | 55   | 41   | 0    | 0    | 0    | 0    | 0    |
| RENAULT R-312                           | 5000           | 62   | 62   | 62   | 62   | 62   | 62   | 62   | 61   | 39   | 33   | 34   | 0    | 0    |
| RENAULT Citybús                         | 5100/5200/5300 | 99   | 119  | 139  | 139  | 163  | 180  | 180  | 180  | 180  | 179  | 178  | 177  | 177  |
| MERCEDES BENZ O-405 N2                  | 6000/6100      | 47   | 57   | 57   | 57   | 57   | 57   | 57   | 57   | 57   | 56   | 56   | 51   | 51   |
| MERCEDES BENZ Citaro                    | 6200           | 0    | 0    | 5    | 5    | 15   | 22   | 22   | 22   | 22   | 22   | 22   | 22   | 22   |
| MERCEDES BENZ Citaro O530 E5 / E6       | 6200           | 0    | 0    | 0    | 0    | 0    | 0    | 0    | 0    | 0    | 0    | 0    | 10   | 10   |
| SCANIA Omnicity                         | 7000           | 14   | 24   | 39   | 39   | 64   | 81   | 81   | 81   | 81   | 81   | 81   | 81   | 81   |
| SCANIA N230 E4 / E5 / E6                | 7000/7100      | 0    | 0    | 0    | 0    | 0    | 0    | 0    | 0    | 0    | 0    | 15   | 25   | 25   |
| IRISBUS Citelis Articulado              | 8000           | 0    | 0    | 0    | 0    | 0    | 0    | 0    | 0    | 15   | 15   | 15   | 15   | 15   |
| VAN HOOL AG300 Articulado               | 8100           | 0    | 0    | 0    | 0    | 0    | 0    | 0    | 0    | 8    | 8    | 8    | 8    | 8    |
| MERCEDES BENZ Citaro O530 E4 Articulado | 8200           | 0    | 0    | 0    | 0    | 0    | 0    | 0    | 0    | 0    | 9    | 9    | 9    | 9    |
| MAN 11.190                              | 9000           | 5    | 5    | 5    | 5    | 5    | 3    | 3    | 1    | 1    | 1    | 1    | 1    | 1    |
| DENNIS DART Habbit                      | 9000           | 0    | 0    | 0    | 0    | 0    | 2    | 2    | 4    | 4    | 4    | 4    | 4    | 4    |
| IVECO Híbrido                           | 9100           | 2    | 2    | 2    | 2    | 0    | 0    | 0    | 0    | 0    | 0    | 0    | 0    | 0    |
| IVECO Európolis                         | 9100           | 0    | 0    | 0    | 0    | 3    | 3    | 3    | 3    | 3    | 0    | 0    | 0    | 0    |
| IVECO Daily                             | 9100           | 0    | 0    | 0    | 0    | 0    | 0    | 0    | 0    | 0    | 1    | 1    | 0    | 0    |
| IVECO Indcar Wing                       | 9100           | 0    | 0    | 1    | 0    | 0    | 0    | 0    | 0    | 0    | 1    | 1    | 1    | 1    |
| IRISBUS Cityclass GNC (Castrosua)       | 9200           | 0    | 0    | 0    | 0    | 0    | 15   | 15   | 25   | 25   | 25   | 25   | 25   | 25   |
| IRISBUS Cityclass GNC (Noge)            | 9200           | 0    | 0    | 0    | 0    | 0    | 0    | 0    | 0    | 20   | 20   | 20   | 20   | 20   |
| IRISBUS Citelis GNC                     | 9200           | 0    | 0    | 0    | 0    | 0    | 0    | 0    | 0    | 0    | 0    | 0    | 5    | 5    |
| MAN NL 243F GNC                         | 9400           | 0    | 0    | 0    | 0    | 0    | 0    | 0    | 5    | 25   | 25   | 25   | 25   | 25   |
| TOTAL                                   |                | 480  | 480  | 480  | 480  | 480  | 480  | 480  | 480  | 480  | 480  | 480  | 480  | 480  |

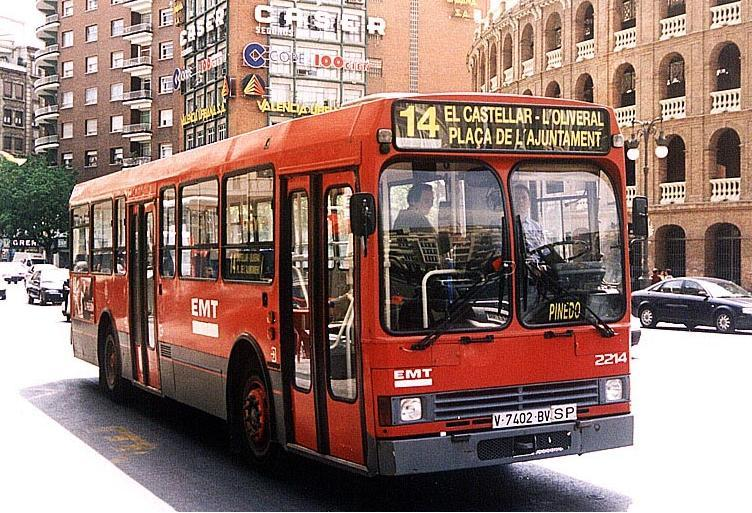
Pegaso 6038
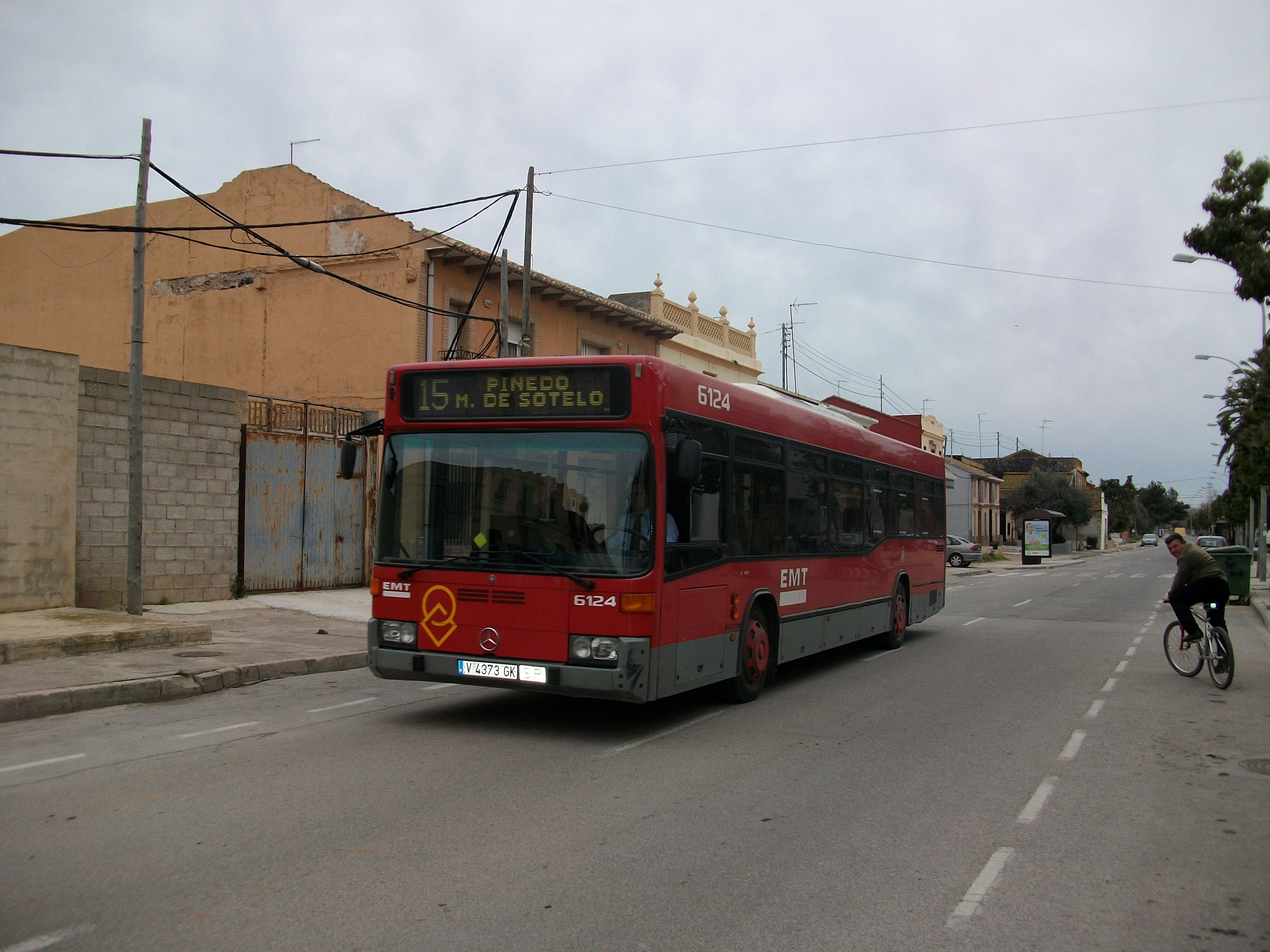
Mercedes Benz O405
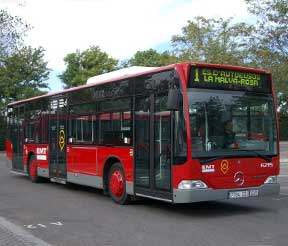
Mercedes Benz Citaro